# ليام غوردون
ليام غوردون (بالإنجليزية: Liam Gordon) (26 يناير 1996 باسكتلندا في المملكة المتحدة - ) هو لاعب كرة قدم بريطاني في مركز الدفاع. لعب مع سانت جونستون وهارت أوف ميدلوثيان وإلغين سيتي ‏ ونادي اربوراث.

## وصلات خارجية
- ليام غوردون على موقع قاعدة بيانات كرة القدم.إي يو (الإنجليزية)
- ليام غوردون على موقع Soccerbase.com (لاعب) (الإنجليزية)
- ليام غوردون على موقع Soccerway.com (الإنجليزية)
- ليام غوردون على موقع عالم كرة القدم.نت (الإنجليزية)